# Guioa capillacea
Guioa capillacea är en kinesträdsväxtart som beskrevs av Albert Charles Smith. Guioa capillacea ingår i släktet Guioa och familjen kinesträdsväxter. Inga underarter finns listade i Catalogue of Life.